# Holland (Iowa)
Pour les articles homonymes, voir Holland.
Holland est une ville du comté de Grundy, en Iowa, aux États-Unis. Elle est incorporée le 29 juin 1897.

## Source de la traduction
- (en) Cet article est partiellement ou en totalité issu de l’article de Wikipédia en anglais intitulé « Holland, Iowa » (voir la liste des auteurs).